# Liste der Stadtbezirke von Graz
Graz ist die Hauptstadt des österreichischen Bundeslandes Steiermark (siehe auch: Liste der politischen Bezirke der Steiermark) und die zweitgrößte Stadt Österreichs. Das Stadtgebiet von Graz ist in 17 Bezirke gegliedert. Quer durch die Stadt verläuft von Norden nach Süden der Stadtfluss Mur.
Anders als in Wien werden die Bezirke in Graz im täglichen Sprachgebrauch nicht mit ihrer Nummer, sondern mit ihrem Namen bezeichnet. In den Straßenschildern ist jedoch beides in der Kopfzeile wieder zu finden, die Bezirkszahlen werden darauf üblicherweise in römischen Zahlen angegeben. In jedem Bezirk existieren eigene Straßenschilder, das Design ist jedoch einheitlich.

## Stadtbezirk, Katastralgemeinde und Ortschaft
Der Begriff des Stadtbezirks ist nicht mit dem Begriff des politischen Bezirks der österreichischen Verwaltungsgliederung vergleichbar, der den Amtssprengel einer Bezirkshauptmannschaft mit etlichen Gemeinden darstellt: Die Gemeinde Graz steht als Statutarstadt (auch) im Rang eines politischen Bezirks (der Bürgermeister wird als Bezirksverwaltungsbehörde tätig).
Die Stadtbezirke können mit Ortschaften verglichen werden: So wie in manchen Gemeinden Ortsvorsteher als lokale Vertreter des Bürgermeisters eingerichtet sind, werden die Stadtbezirke von Bezirksvorstehern geführt.
| Stadtbezirk                                                  | OKZ   | Katastralgemeinde (KG)      | KG-Nr. | KG-Fläche |
| ------------------------------------------------------------ | ----- | --------------------------- | ------ | --------- |
| 1., Innere Stadt                                             | 17453 | Innere Stadt                | 63101  | 0116,04   |
| 2., St. Leonhard                                             | 17454 | St. Leonhard                | 63102  | 0183,16   |
| 3., Geidorf                                                  | 17455 | Geidorf                     | 63103  | 0550,36   |
| 4., Lend                                                     | 17456 | Lend                        | 63104  | 0370,17   |
| 5., Gries                                                    | 17457 | Gries (Teil)                | 63105  | 0555,30*  |
| 6., Jakomini                                                 | 17458 | Jakomini                    | 63106  | 0406,11   |
| 7., Liebenau                                                 | 17459 | Murfeld                     | 63115  | 0094,68   |
| 7., Liebenau                                                 | 17459 | Liebenau                    | 63113  | 0310,29   |
| 7., Liebenau                                                 | 17459 | Engelsdorf                  | 63110  | 0149,37   |
| 7., Liebenau                                                 | 17459 | Neudorf                     | 63116  | 0126,51   |
| 7., Liebenau                                                 | 17459 | Graz Stadt-Thondorf         | 63123  | 0118,57   |
| 8., St. Peter                                                | 17460 | St. Peter                   | 63119  | 0497,79   |
| 8., St. Peter                                                | 17460 | Graz Stadt-Messendorf       | 63114  | 0387,78   |
| 9., Waltendorf                                               | 17461 | Waltendorf                  | 63124  | 0447,84   |
| 10., Ries                                                    | 17462 | Ragnitz                     | 63117  | 0329,98   |
| 10., Ries                                                    | 17462 | Stifting                    | 63121  | 0685,65   |
| 11., Mariatrost                                              | 17463 | Graz Stadt-Fölling          | 63111  | 0449,13   |
| 11., Mariatrost                                              | 17463 | Wenisbuch                   | 63127  | 0949,55   |
| 12., Andritz                                                 | 17464 | Andritz                     | 63108  | 0539,66   |
| 12., Andritz                                                 | 17464 | Graz Stadt-St. Veit ob Graz | 63120  | 0517,66   |
| 12., Andritz                                                 | 17464 | Graz Stadt-Weinitzen        | 63126  | 0788,84   |
| 13., Gösting                                                 | 17465 | Gösting                     | 63112  | 1083,25   |
| 14., Eggenberg                                               | 17466 | Algersdorf                  | 63107  | 0464,16   |
| 14., Eggenberg                                               | 17466 | Baierdorf                   | 63109  | 0314,69   |
| 15., Wetzelsdorf                                             | 17467 | Wetzelsdorf                 | 63128  | 0577,23   |
| 16., Straßgang                                               | 17468 | Straßgang (Teil)            | 63122  | 0441,94*  |
| 16., Straßgang                                               | 17468 | Webling (Teil)              | 63125  | 0966,00*  |
| 17., Puntigam                                                | 01028 | Gries (Teil)                | 63105  | 0555,30*  |
| 17., Puntigam                                                | 01028 | Straßgang (Teil)            | 63122  | 0441,94*  |
| 17., Puntigam                                                | 01028 | Webling (Teil)              | 63125  | 0966,00*  |
| 17., Puntigam                                                | 01028 | Rudersdorf                  | 63118  | 0334,86   |
| * nur ein Teil der KG-Fläche entfällt auf diesen Stadtbezirk |       |                             |        |           |

Die Stadtgemeinde gliedert sich in 17 Ortschaften, diese sind deckungsgleich mit den Stadtbezirken. Die Fiktion der Einheitsgemeinde im österreichischen Verfassungsrecht erfordert es, dass auch statutarrechtlich in Bezirke geteilte Städte (wie Wien oder Graz) unter einer einzigen Gemeindekennziffer geführt werden. Jeder Wiener Gemeindebezirk verfügt daher zusätzlich über einen eigenen – von der Gemeindekennziffer abweichenden – Gemeindecode; derartige Kennziffern wurden den Grazer Bezirken allerdings nicht zugewiesen.
Graz besteht aus 28 Katastralgemeinden, diese decken sich nur teilweise mit den Bezirksgrenzen:
Der flächenmäßig größte Bezirk der Stadt ist Andritz im Norden der Stadt, der kleinste der zentrale Bezirk Innere Stadt. Der viertkleinste Bezirk Jakomini ist der bevölkerungsreichste, am wenigsten Einwohner hat wiederum die Innere Stadt.
In Graz werden im Unterschied zu Wien die Stadtbezirke im alltäglichen Sprachgebrauch kaum mit ihrer jeweiligen Nummer bezeichnet. Somit spricht man also zum Beispiel von „Geidorf“ und nicht dem „3. Bezirk“, die einzige Ausnahme von dieser Regel ist die Innere Stadt, welche durchaus auch im Sprachgebrauch als „1. Bezirk“ bezeichnet wird. 
Die Nummern sind spiralförmig vom Zentrum nach außen gegen den Uhrzeigersinn vergeben (in Wien im Uhrzeigersinn).

## Geschichte
Anfang des 19. Jahrhunderts wurde die Stadt erstmals in Viertel mit einer entsprechenden Begrenzung eingeteilt, ab 1850 dann in Distrikte.
1869 wurden die bis dorthin existierenden 15 Viertel Burg, Landhaus, Joanneum, Jakomini, Grazbach, Schörgelgasse, St. Leonhard, Geidorf, Graben, Kalvarie, Lend, Maria Hilf, Elisabeth, Gries und Karlau schließlich zu den fünf Bezirken I. Stadt, II. Jakomini, III. Geidorf, IV. Lend und V. Gries zusammengefasst.
1873 erhält die Stadt schließlich ihren Namen, bis dahin hieß die Stadt noch Grätz. An den Stadtgrenzen der vier Randbezirke gab es 24 Linienämter, an denen Maut eingehoben wurde.
Nach dem „Anschluss“ Österreichs an das Deutsche Reich im Jahre 1938 folgten zahlreiche Eingemeindungen der heutigen Außenbezirke zu
- Groß-Graz:
  - Liebenau
  - St. Peter
  - Waltendorf
  - Mariatrost (als Ergänzung zu Geidorf)
  - Ries
  - Andritz (als Graz Nord)
  - Gösting
  - Eggenberg
  - Wetzelsdorf
  - Straßgang (als gemeinsamer Bezirk mit dem späteren eigenständigen Puntigam)

Die Linienämter wurden gänzlich abgeschafft.
Nach dem Zweiten Weltkrieg wurden 1946 vom Grazer Gemeinderat die heutigen Stadt- und Bezirksgrenzen und teils neue Bezirksnamen festgelegt. Beispielsweise wurden Mariatrost und Geidorf getrennt und eigenständige Bezirke; Graz Nord wurde in Andritz umbenannt.
1988 wurde schließlich Puntigam von Straßgang getrennt.

## Politik und Verwaltung
Seit 1993 gibt es in den 17 Grazer Stadtbezirken Bezirksvertretungen in Form der Bezirksräte, die von den Wahlberechtigten jedes Stadtbezirks gleichzeitig mit dem Gemeinderat gewählt werden. Der Bezirksrat wiederum wählt den Bezirksvorsteher und die zwei Bezirksvorsteherstellvertreter.
Aufgabe der Bezirksräte ist es, bezirksbezogene Interessen gegenüber den Organen und Einrichtungen der Stadt zu vertreten. Sie verfügen über bestimmte Anhörungs- und Informationsrechte. Darüber hinaus handelt der Bezirksrat in den ihm vom Gemeinderat übertragenen speziellen Aufgabenbereichen (etwa Grün- und Sportanlagengestaltung, Hebung der Verkehrssicherheit, Stadtbildverschönerung, Vergabe von Förderungen) autonom und verfügt dafür über ein eigenes – wenn auch relativ geringes – Bezirksbudget.

### Bezirksämter/Servicestellen
Bis 2008 verfügte jeder Bezirk über ein eigenes Bezirksamt, danach wurde begonnen, jeweils mehrere Bezirksverwaltungen in insgesamt sieben Servicestellen zusammenzufassen, begonnen wurde mit St. Leonhard, Geidorf und Ries in einen Neubau beim LKH in der Stiftingtalstraße.
Aufgabe der Servicestellen ist es, die dezentralisierte Behandlung von Gemeindeangelegenheiten zu ermöglichen, wobei ausgewählte Verwaltungsaufgaben wie etwa die Wohnsitzmeldung angeboten werden. Bei den Servicestellen handelt es sich um Dienststellen der Präsidialabteilung des Magistrats der Stadt Graz, die demnach nicht dem Bezirksvorsteher unterstellt sind. Allerdings darf der Bezirksvorsteher Einblick in den Geschäftsgang der seinem Bezirk zugeordneten Dienststelle (Servicestelle, ehemals Bezirksamt) nehmen.
| Servicestelle                | Adresse                                                  | Zuständigkeit für den Bezirk/ Sitz der Bezirksvertretung für den Bezirk |
| ---------------------------- | -------------------------------------------------------- | ----------------------------------------------------------------------- |
| Schmiedgasse                 | Schmiedgasse 26, 8010 Graz-Innere Stadt                  | 1., Innere Stadt                                                        |
| Stiftingtalstraße            | Stiftingtalstraße 3, 8010 Graz-Geidorf                   | 2., St. Leonhard, 3., Geidorf, 10., Ries                                |
| Stiftingtalstraße            | Mariatroster Straße 37, 8043 Graz-Mariatrost (Expositur) | 11., Mariatrost                                                         |
| Bahnhofgürtel                | Bahnhofgürtel 85, 8020 Graz-Lend                         | 4., Lend, 5., Gries, 13., Gösting, 14., Eggenberg                       |
| Conrad-von-Hötzendorf-Straße | Conrad-von-Hötzendorf-Straße 104, 8010 Graz-Jakomini     | 6., Jakomini, 7., Liebenau                                              |
| St. Peter Hauptstraße        | St.-Peter-Hauptstraße 85, 8042 Graz-St. Peter            | 8., St. Peter, 9., Waltendorf                                           |
| Andritzer Reichsstraße       | Andritzer Reichsstraße 38, 8045 Graz-Andritz             | 12., Andritz                                                            |
| Kärntner Straße              | Kärntner Straße 411, 8054 Graz-Straßgang                 | 15., Wetzelsdorf, 16., Straßgang, 17., Puntigam                         |

## Liste der Grazer Stadtbezirke
Legende
Die Liste ist folgendermaßen aufgebaut:
- Nr., Name & Lage: Nummer und Bezirksname; Lageplan des Bezirks innerhalb der Stadt
- Straßenschild einer Straße des Bezirks, welches in der Kopfzeile Bezirksnummer und -namen zeigt. Hinweis: Spalte ist sortierbar nach Bezirksnummer.
- Einw.: Bevölkerungszahl des Bezirks
  - (StatA) = 1. Jänner 2024 – Statistik Austria (österreichweit vergleichbare Zahlen der Statistik Austria; bei unterjährigem Wohnsitzwechsel wird eine Person jener Gemeinde zugerechnet, in der sie überwiegend gemeldet war)
  - (Graz) = 1. Jänner 2025 – In eigener Spalte die von der Stadt Graz genannten Einwohnerzahlen (gemeldete Hauptwohnsitze am Stichtag) informativ in Kursivschrift[10]
- Fl.: Fläche des Bezirks in Quadratkilometer (km²), Stand: 1. Jänner 2021[11]
- Dichte: Einwohner pro km², Berechnung mit den Einwohnerzahlen der Statistik Austria.
- Gründung: Jahreszahl, in der der Bezirk nach Graz eingemeindet wurde bzw. eine Neubildung stattgefunden hat.[12][13][14]
- PLZ: Postleitzahlen, die dem Bezirk zugeordnet sind
- Bemerkung: Weitere Informationen zum Bezirk
- Bild: ein Bild (z. B. ein Bauwerk) aus dem Bezirk

| Nr., Name & Lage Straßenschild | Einw. (StatA) | Einw. (Graz) | Fl. (km²) | Dichte (Ew/km²) | Gründung                                                                   | PLZ                      | Bemerkung | Bild                           |
| ------------------------------ | ------------- | ------------ | --------- | --------------- | -------------------------------------------------------------------------- | ------------------------ | --- | ------------------------------ |
| 1., Innere Stadt               | 3.250         | 3.184        | 01,16     | 2.802           | 1869                                                                       | 8010                     | Hier befindet sich das Wahrzeichen der Stadt (Uhrturm) auf dem Schloßberg. Die bekannte Einkaufsstraße Herrengasse verläuft quer durch den Bezirk. Standort des Rathauses, des Hauptplatzes und des ältesten Kaufhauses der Stadt (Kastner & Öhler). Zentraler Verkehrsknoten der Holding Graz Linien am Jakominiplatz. | Schlossberg                    |
| 2., St. Leonhard               | 14.683        | 14.692       | 01,83     | 8.023           | 1869 (als gemeinsamer Bezirk mit dem heutigen Jakomini unter diesem Namen) | 8010 8047                | Hier befindet sich das Hauptgebäude der Technischen Universität sowie die Musik- und Kunstuniversität. Die große Verkehrsstraße (Elisabethstraße) verläuft bis zum Nord-Ost-Ende des Bezirks. Beheimatet das höchste Gebäude der Stadt, die Herz-Jesu-Kirche. | Herz-Jesu-Kirche               |
| 3., Geidorf                    | 23.746        | 23.770       | 05,50     | 4.317           | 1869 (1938: ergänzt durch Mariatrost)                                      | 8010 8036 8043           | Dieser Bezirk beheimatet die Karl-Franzens-Universität und die Wirtschaftskammer mit dem Campus 02. Am östlichen Ende des Bezirkes (angrenzend zu Mariatrost und Ries) befinden sich das LKH-Universitätsklinikum Graz mit Teilen der Medizinische Universität und der Hilmteich. Ehemaliger Heimatbezirk des Grazer AK (Casino-Stadion Körösistraße). | Karl-Franzens-Universität      |
| 4., Lend                       | 33.767        | 34.498       | 03,70     | 9.126           | 1869                                                                       | 8020 8051                | Zentraler, multikulturell geprägter Arbeiterbezirk. Hier befindet sich der Hauptbahnhof, in der Nähe des Lendplatzes (Standort des zweitgrößten Bauernmarktes der Stadt) das Krankenhaus der Barmherzigen Brüder I, in dessen unmittelbarer Nähe das Orpheum steht (Veranstaltungsort für Theater-, Kabarett- und Konzertaufführungen). | Mariailfer-Kirche              |
| 5., Gries                      | 30.729        | 30.511       | 05,05     | 6.085           | 1869                                                                       | 8020 8053 8055           | Gries ist ein vom Verkehr geprägter Bezirk. Schnittstelle von Südbahn, Koralmbahn und Ostbahn im Bereich Graz-Don Bosco. Wird in vielen Bereichen durch neue Wohnbauten verdichtet. Beheimatet einige Nachtlokale und Veranstaltungsorte wie die Postgarage und das Volkshaus. Im Süden des Bezirks befinden sich auch die Justizanstalt Karlau, der Schlachthof, der Zentralfriedhof, der städtische Wirtschaftshof (Müllentsorgung) und das Fernheizwerk. Ehemaliger Standort des Steyr-Daimler-Puch Einser-Werks und nun Standort des Puch-Museums. Beheimatet eine Moschee und die Grazer Synagoge. | Griesplatz                     |
| 6., Jakomini                   | 31.601        | 32.114       | 04,06     | 7.783           | 1899 (Jakomini und das heutige St. Leonhard wurden getrennt)               | 8010 8041 8042           | Standort der Grazer Messe (inklusive Stadthalle), des Ostbahnhofs und des Landesgerichts für Strafsachen mit der Justizanstalt Jakomini. Über den Bezirk verstreut befinden sich einige Gebäude der Technischen Universität. Ehemaliger Heimatbezirk des SK Sturm Graz (Gruabn). | Stadthalle                     |
| 7., Liebenau                   | 16.173        | 16.588       | 07,99     | 2.024           | 1938                                                                       | 8010 8041 8042 8074      | Wohnbezirk mit dem Einkaufszentrum Murpark. Standort der Merkur Arena. Im Süden befindet sich der größte Produktionsstandort von Graz, die Magna Steyr Fahrzeugtechnik AG & Co KG. | Merkur Arena                   |
| 8., St. Peter                  | 16.570        | 16.615       | 08,86     | 1.870           | 1938                                                                       | 8010 8041 8042 8074      | Wohnbezirk im Südosten. Standort des steirischen ORF-Landesstudios. Hier befindet sich die große Terrassenhaussiedlung. | Pfarrkirche                    |
| 9., Waltendorf                 | 12.347        | 12.432       | 04,48     | 2.756           | 1938                                                                       | 8010 8042 8047           | Ehemals eigene Gemeinde, die 1938 eingemeindet wurde. Heute vorwiegend wohlhabendes Wohnviertel mit dem Schloss Lustbühel, der Observation Lustbühel und dem Hallerschloss. | Eisteichsiedlung               |
| 10., Ries                      | 6.121         | 6.099        | 10,16     | 602             | 1938                                                                       | 8010 8036 8044 8047      | Bürgerlich geprägter Wohnbezirk mit dem Stifting- und Ragnitztal. Standort eines Sanatoriums. Der neue Campus der Medizinische Universität ist auch teilweise in Ries. | Riesplatz                      |
| 11., Mariatrost                | 10.137        | 10.106       | 13,99     | 725             | 1946 (Abspaltung vom heutigen Geidorf)                                     | 8010 8036 8043 8044      | Bürgerlicher Wohnbezirk im Nordosten. Standort der Basilika Mariatrost und des Tramwaymuseums der GVB. | Basilika Mariatrost            |
| 12., Andritz                   | 19.493        | 19.399       | 18,47     | 1.055           | 1938 (als Graz Nord)                                                       | 8010 8043 8044 8045 8046 | Hier befindet sich die Andritz AG, die nach dem Bezirk benannt wurde. Im Norden (Weinzödl) befindet sich das Trainingszentrum des Grazer AK (heute in Stadtbesitz). | Pfarrkirche St. Veit           |
| 13., Gösting                   | 11.376        | 11.458       | 10,83     | 1.050           | 1938                                                                       | 8020 8042 8046 8051 8052 | Ehemals unter der Herrschaft von Gösting mit eigener Burg (Ruine Gösting; heute in Privatbesitz). Ab 1850 eigene Gemeinde, seit 1938 Teil von Graz. Im Norden grenzt die Gemeinde Thal an, die der Geburtsort von Arnold Schwarzenegger ist. | Ruine Gösting                  |
| 14., Eggenberg                 | 24.753        | 25.790       | 07,79     | 3.178           | 1938                                                                       | 8020 8051 8052           | Traditioneller Arbeiterbezirk. Hier befinden sich das Unfallkrankenhaus, das LKH Graz-West und das Krankenhaus der Barmherzigen Brüder II. Standort der Fachhochschule Joanneum und der ehemaligen Reininghaus-Brauerei. Weiters Heimat des Schlosses Eggenberg, des Eggenberger Bads sowie des ASKÖ-Stadions und -Zentrums. | Schloss Eggenberg              |
| 15., Wetzelsdorf               | 16.757        | 16.819       | 05,77     | 2.904           | 1938                                                                       | 8020 8052 8053           | Wohnbezirk im Westen der Stadt. Standort der Belgierkaserne, wo sich das Streitkräfteführungskommando des Österreichischen Bundesheeres und die Landespolizeidirektion Steiermark befindet. | Belgierkaserne                 |
| 16., Straßgang                 | 20.627        | 20.968       | 11,75     | 1.755           | 1938 (gemeinsam mit Puntigam)                                              | 8020 8053 8054 8055      | Weitgehend mit Einfamilienhäusern bebaut und von der Kärntner Straße durchzogen. Der Plabutschtunnel hat in diesem Bezirk sein Südportal, der bekannte Weblinger-Kreisverkehr befindet sich unmittelbar davor. Standort des LKH Graz-Süd. Auf dem Buchkogel erhebt sich das Schloss St. Martin. | Südportal des Plabutschtunnels |
| 17., Puntigam                  | 10.619        | 11.025       | 06,18     | 1.718           | 1988 (Abspaltung von Straßgang)                                            | 8020 8054 8055 8073      | Jüngster Bezirk der Stadt, Standort der Brauerei Puntigam und des Nahverkehrsknotens Puntigam. | Brauerei Puntigam              |
| Stadt Graz                     | 302.749       | 306.068      | 127,58    | 2.373           |                                                                            |                          | |                                |
| Name & Lage Bezirk & Straße    | Einw. (StatA) | Einw. (Graz) | Fl. (km²) | Dichte (Ew/km²) | Gründung                                                                   | PLZ                      | Bemerkung | Bild                           |